# Tawern

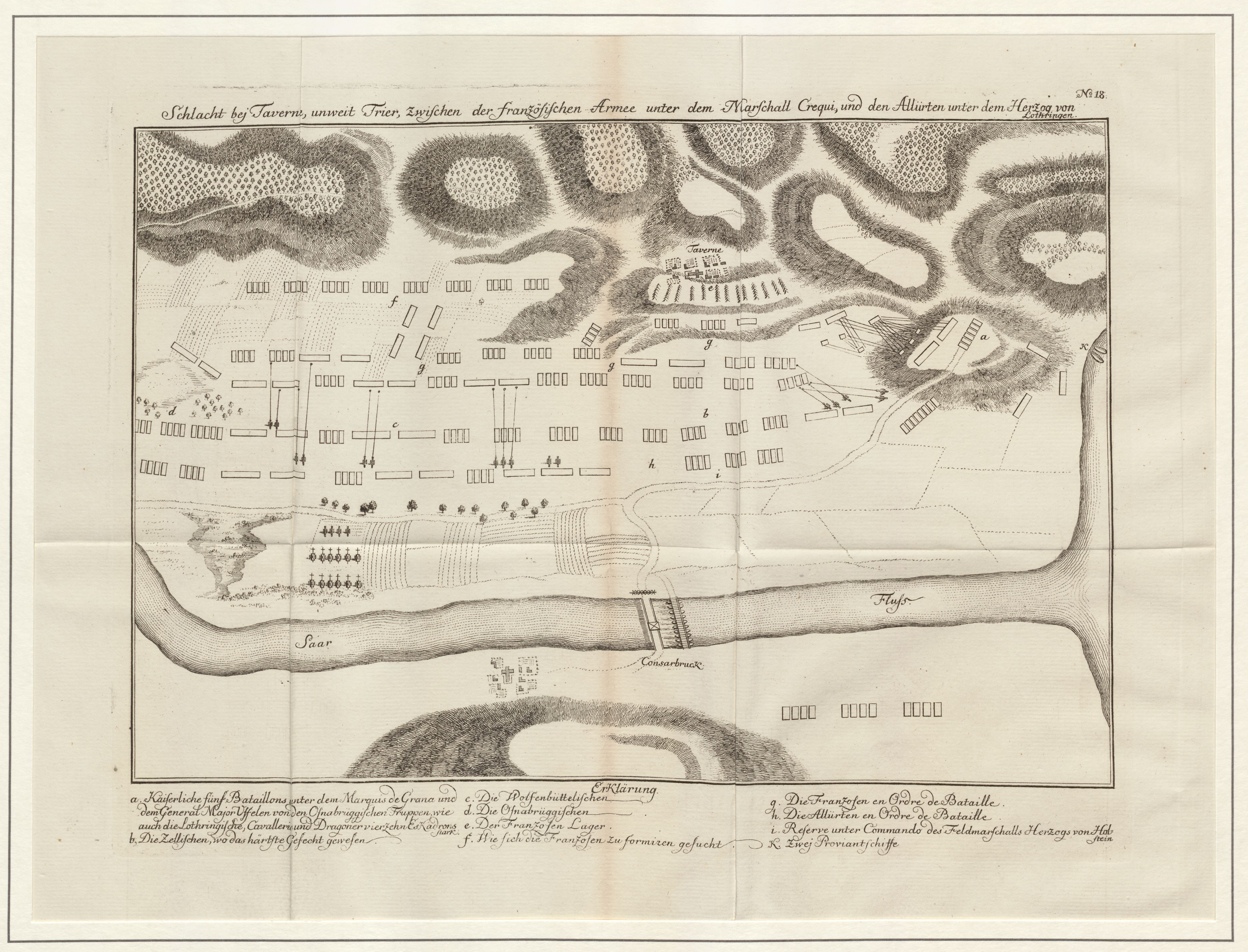
Bataille de Tawern 1779

Tawern est une municipalité de la Verbandsgemeinde Konz, dans l'arrondissement de Trèves-Sarrebourg, en Rhénanie-Palatinat, dans l'ouest de l'Allemagne.
La commune abrite un site archéologique : le complexe de temples romains de Tawern